# Aurélien Blanc
Pour les articles homonymes, voir Blanc (homonymie).
Aurélien Blanc (né en 1979) est un sommelier français « Meilleur Jeune Sommelier de France 2000 ».

## Biographie
Aurélien Blanc suit une partie de ses études au lycée hôtelier de Poligny dans le Jura d'où il sort avec un BTS en hôtellerie et restauration en 1996.
Il s'est imposé, à Reims, au cours du 22e Trophée Ruinart. Il décroche ainsi le titre très convoité de Meilleur Jeune Sommelier de France 2000. En 2004, il est second au championnat de Meilleur sommelier de France remporté par Dominique Laporte.
Il a travaillé comme sommelier à La « Côte Saint-Jacques » de Joigny du chef Jean Michel Lorain, à « l'hôtel Baur au Lac » à Zurich et au Badrutt's Palace Hotel à Saint-Moritz en Suisse.

## Palmarès
- 2000 - Meilleur jeune sommelier de France
- 2004 - Second Meilleur sommelier de France